# Un paradiso di bugie
Un paradiso di bugie è un film del 1997, scritto e diretto da Stefania Casini.

## Trama
Anna, vedova trentenne e accanita sognatrice, gestisce una trattoria a Stromboli insieme alla figlia adolescente Nanà e alla suocera ottantenne Carmela. Quando l'anziana donna muore, Anna eredita tutto e decide di vendere le proprietà per trasferirsi a Milano su consiglio di una sua cliente, Martina.
Grazie a Martina e ai suoi amici, Anna entra in un ambiente che non le appartiene, fatto di lustrini e mondanità. Arriva inoltre ad intraprendere una relazione con un caro amico di Martina, il commercialista Stefano, ma ben presto si ritrova ingannata e derubata dall'uomo. Aperti finalmente gli occhi, Anna si accorge dell'interesse che l'ingenuo portiere Sergio nutre nei suoi confronti, ma la situazione è destinata a complicarsi con il ritorno di Stefano.

## Costi e incassi
Il film si rivelò un colossale flop al botteghino: a fronte di un finanziamento statale di 1.436.783€, incassò appena 18.210€.